# Diocesi di Simdega
La diocesi di Simdega (in latino Dioecesis Simdegaënsis) è una sede della Chiesa cattolica in India suffraganea dell'arcidiocesi di Ranchi. Nel 2022 contava 215.301 battezzati su 640.200 abitanti. È retta dal vescovo Vincent Barwa.

## Territorio
La diocesi comprende il distretto di Simdega nello stato indiano del Jharkhand.
Sede vescovile è la città di Simdega, dove si trova la cattedrale di Sant'Anna.
Il territorio è suddiviso in 37 parrocchie.

## Storia
La diocesi è stata eretta il 28 maggio 1993 con la bolla Pro Nostro supremi di papa Giovanni Paolo II, ricavandone il territorio dall'arcidiocesi di Ranchi.

## Cronotassi dei vescovi
Si omettono i periodi di sede vacante non superiori ai 2 anni o non storicamente accertati.
- Joseph Minj † (28 maggio 1993 - 11 febbraio 2008 ritirato)
- Vincent Barwa, dall'11 febbraio 2008

## Statistiche
La diocesi nel 2022 su una popolazione di 640.200 persone contava 215.301 battezzati, corrispondenti al 33,6% del totale.
| anno | popolazione | popolazione | popolazione | presbiteri | presbiteri | presbiteri | presbiteri                | diaconi | religiosi | religiosi | parrocchie |
| anno | battezzati  | totale      | %           | numero     | secolari   | regolari   | battezzati per presbitero | diaconi | uomini    | donne     | parrocchie |
| ---- | ----------- | ----------- | ----------- | ---------- | ---------- | ---------- | ------------------------- | ------- | --------- | --------- | ---------- |
| 1999 | 159.474     | 446.421     | 35,7        | 90         | 73         | 17         | 1.771                     |         | 32        | 145       | 26         |
| 2000 | 158.063     | 446.421     | 35,4        | 98         | 76         | 22         | 1.612                     |         | 38        | 155       | 28         |
| 2001 | 158.950     | 446.421     | 35,6        | 101        | 77         | 24         | 1.573                     |         | 34        | 161       | 27         |
| 2002 | 149.159     | 511.919     | 29,1        | 105        | 81         | 24         | 1.420                     |         | 34        | 161       | 27         |
| 2003 | 163.703     | 511.919     | 32,0        | 97         | 79         | 18         | 1.687                     |         | 34        | 151       | 27         |
| 2004 | 164.139     | 511.919     | 32,1        | 97         | 81         | 16         | 1.692                     |         | 34        | 153       | 27         |
| 2010 | 173.225     | 548.000     | 31,6        | 107        | 86         | 21         | 1.618                     |         | 65        | 190       | 30         |
| 2014 | 186.534     | 615.569     | 30,3        | 115        | 89         | 26         | 1.622                     |         | 85        | 237       | 33         |
| 2017 | 197.630     | 648.515     | 30,5        | 130        | 95         | 35         | 1.520                     |         | 101       | 257       | 37         |
| 2020 | 210.740     | 691.480     | 30,5        | 112        | 112        |            | 1.881                     |         | 65        | 214       | 10         |
| 2022 | 215.301     | 640.200     | 33,6        | 157        | 111        | 46         | 1.371                     |         | 112       | 282       | 37         |